# Džungľa

Plaatsbepaling van het stadsdeel Džungľa binnen het district Košice I.

Džungľa (Hongaars: Kassa-Dzsungel) is het kleinste stadsdeel van Košice (Slowakije). Deze wijk maakt deel uit van het district Košice I en haar naam betekent letterlijk Jungle. Het aantal inwoners is zeer beperkt : 721 personen op 31 december 2019.
De bebouwing van dit stadskwartier begon in de jaren 1930 en in 1990 werd de wijk autonoom. Een groot deel van het terrein wordt ingenomen door commerciële ruimten en door een standplaats voor autobussen van het stedelijke openbaar vervoer.

## Vlag en blazoen
Net zoals de andere Slowaakse gemeenten, hebben de autonome stadsdelen van Bratislava en Košice een eigen blazoen en dito vlag. De actuele symbolen werden op 28 augustus 2008 ingeschreven in het Slowaaks heraldiek register.
Het wapen herinnert aan een doorwaardbare plaats in de rivier Hornád, tussen de steden Košice en Prešov. De rode roos stelt Prešov voor, en lelie geldt als Košice.
De vlag is als volgt : een kwart van het doek, aan de kant van de mast, is verdeeld in geel en blauw. Het wapperend gedeelte bestaat uit drie horizontale banden met een verhouding van 1:1:1. De vlag eindigt op drie punten en twee inkepingen.

## Ligging
Het grondgebied van Džungľa is beperkt tot amper 47,2 hectare (0,472 km²). Het grenst aan het noordoostelijk deel van het oude stadscentrum Staré Mesto, samen met vijf andere stadsdelen:  Dargovských hrdinov, Sever, Západ, Juh en Vyšné Opátske.
De grenzen van Džungľa zijn vastgelegd in de stedelijke statuten. 

## Waterlopen
Džungľa is gelegen in het Slowaaks Ertsgebergte op een hoogte van 209 meter, in het Keteldal van Košice (Slowaaks: Košická kotlina). De wijk ligt in een vallei aan de linkeroever van de Hornád. Dit is een zijrivier van de Sajó (Slowaaks: Slaná) die op haar beurt uitmondt in de Tisza (Slowaaks: Tisa). Deze laatste is de belangrijkste zijrivier op de linkeroever van de Donau. 
Door het stadsdeel Džungľa spoelt eveneens een kleine beek, genaamd: Moňok. Ze vloeit vanuit de noordoostelijke richting naar het zuid-westen, waar ze in de Hornád uitmondt. De loop van die beek is op het grondgebied van de wijk bijna volledig overdekt.

## Geschiedenis
Tot de jaren 1930 was het oord onbebouwd. Het bestond uit weiden en velden en lag aan de rand van het oude stadscentrum, in de nabijheid van een bos. Nadat in de jaren 1930 de bedding van de Hornád verlegd was (verder verwijderd van het oude stadscentrum), vestigden de eerste bewoners zich (meestal zonder bouwvergunning) in de nieuw ontstane vallei. Het terrein in kwestie was in die tijd een opslagplaats voor huisvuil en dus ongeschikt voor bewoning hetgeen de officiële vestiging van de nieuwkomers in de weg stond.
De bijzondere toestand, de aanwezigheid van het bos maar ook de afwezigheid van handelszaken en dienstverlenende instanties, leidde ertoe dat de bewoners aan de wijk een bijnaam gaven: « Džungľa » hetgeen betekent: « Jungle ».
Net zoals de rest van de stad, werd Džungľa op 2 november 1938 door het koninkrijk Hongarije geannexeerd (Eerste Weense Arbitrage). Het Tsjecho-Slowaakse bestuur verliet de stad op 9 november 1938 en reeds de volgende dag, om 9 uur, deden de Hongaarse troepen hun intrede. 
Later, bij het einde van de Tweede Wereldoorlog, was Košice  bezet door Duitse troepen. Deze verlieten op 18 januari 1945 de stad zonder strijd, en de volgende dag was de stad bevrijd. Op 20 januari 1945 annuleerde de Hongaarse voorlopige nationale regering officieel de Eerste Weense Arbitrage en bijgevolg stond de deur open voor de integratie van Džungľa bij de Derde Tsjecho-Slowaakse Republiek.

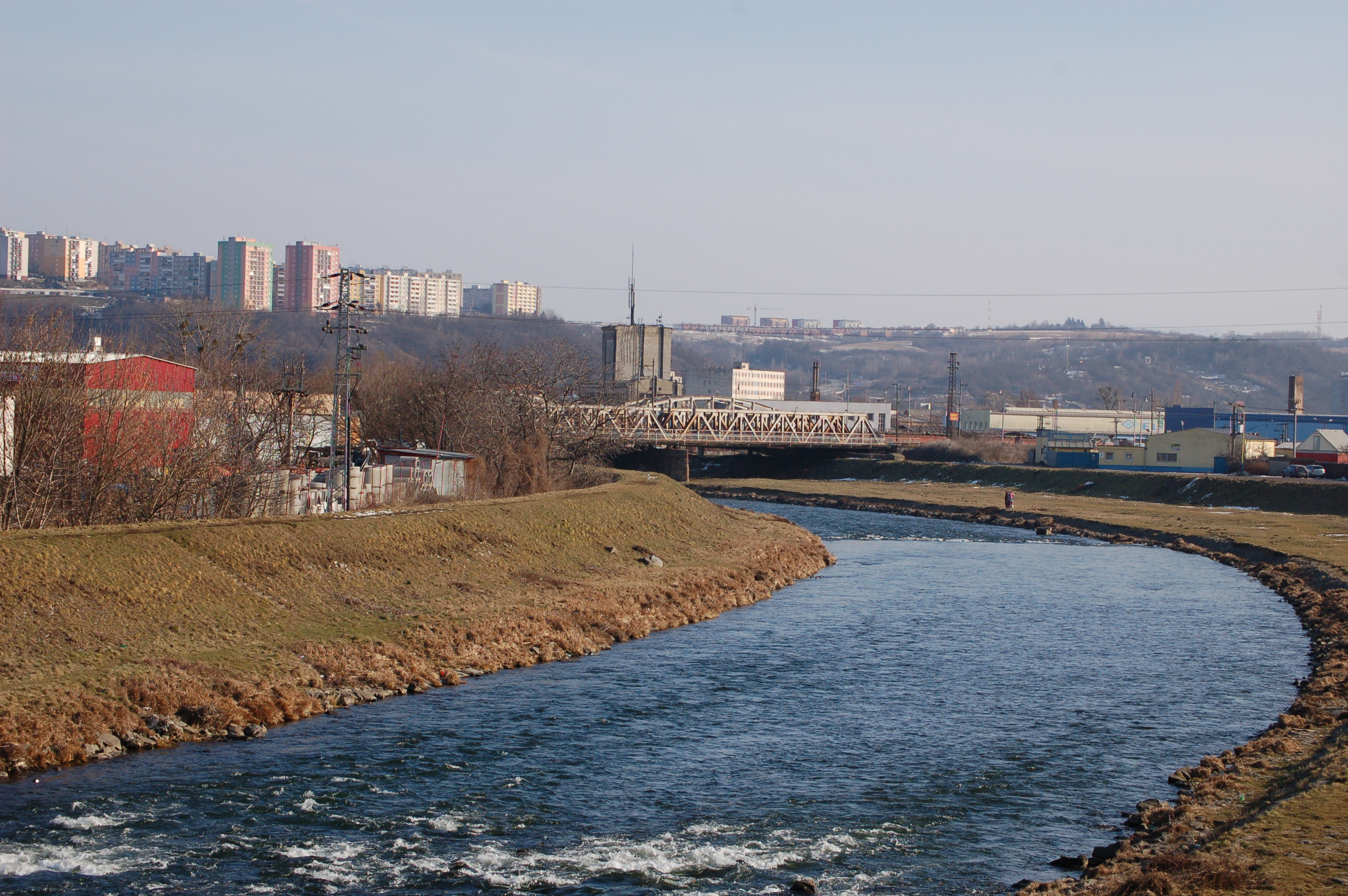
De rivier Hornád tussen Hlinková en de spoorwegbrug.
Op 4 juni 2010 vond een overstroming plaats met als gevolg dat de bevolking moest geëvacueerd worden.

Op een plan van de stad Kosice uit 1938, ziet men dat het merendeel van de straten in het bewoonde deel van Džungľa reeds is aangelegd. Alleen de Vŕbová-straat verschijnt slechts op een plan in 1949.
In de episode van 1961 tot 1992 hadden de autoriteiten de bedoeling om de woningen in de wijk te slopen en de vrijgemaakte ruimte om te vormen tot een industriële zone. Om die reden werd toen voor de bouw van nieuwe woningen geen vergunning verleend. Maar vanaf 1992 werden toch weer bouwvergunningen en renovatietoelatingen afgeleverd.
In 1990, toen de wijken in Košice een zelfstandige regelgeving verwierven, kreeg ook Džungľa een autonoom statuut en werd haar benaming officieel.
Op 4 juni 2010 vond een overstroming plaats met als gevolg dat de voltallige bevolking moest geëvacueerd worden, met inbegrip van de werknemers der plaatselijke bedrijven.

## Bestuur & Autonomie
Anno 1949 onderging het statuut van de stad Košice een verandering waarbij de kleinere entiteiten geïntegreerd werden in het eengemaakte bestuursgebied : District van Košice-mesto. Toen ressorteerden deze stadsdelen nog rechtstreeks onder de bevoegdheid en de leiding van stad. 
Door de wet van 1 oktober 1990 werd tot de autonomie van 22 stadsdelen besloten, onder meer ook voor Džungľa. 
Het grote District van Košice-mesto werd naderhand wederom gereorganiseerd en de verdeling in vier kleinere districten (Slowaaks: Okres), genummerd van I tot IV,  geschiedde op 24 juli 1996. Bij die gelegenheid werd Džungľa geïntegreerd in: Okres Košice I dat op zijn beurt onderhorig is aan de regio Košice.
In het kader van de rationalisatie der financiële middelen wordt evenwel bij herhaling een vermindering van het aantal autonome wijken bepleit, en gans in het bijzonder voor de kleinste.

## Economie

De rivier Hornád, de spoorweg, verkeerswisselaar, straten en gebouwen van Džungľa.

Op economisch vlak haalt de wijk voordeel uit haar positie bij de verkeerswisselaar van twee belangrijke ringwegen leidende naar Prešov. 
De belangrijkste ondernemingen in de wijk zijn:
- supermarkt TESCO Extra (voeding en allerlei huishoudelijke benodigdheden) (opgetrokken in 1998-1999),
- andere aanleunende commerciële bedrijven,
- supermarkt Baumax (bouwmaterialen en "doe-het-zelf"-producten) (opgetrokken in 2001-2002).

Naderhand hebben verscheidene winkelketens van meer beperkte omvang zich gevestigd in het complex nabij de hogergenoemde grote bedrijven.
Ingesloten tussen de Hlinková-straat, de rivier en de spoorweg, werd een kleine industriële zone met bescheiden bedrijfjes ontwikkeld.
De industriële en commerciële bedrijven, samen met de loods voor het stedelijk openbaar vervoer, bezetten ongeveer de helft van de totale oppervlakte van het stadsdeel.

## Vervoer

### Wegen
De wijk omvat slechts 14 van de 861 straten in Košice.
Daarbij onderscheidt men 4 straten die slechts gedeeltelijk op het grondgebied van Džungľa liggen : Hlinková, Rampová, Prešovská cesta en Medzi mostami.
10 straten maken intergraal deel uit van de wijk : Severné nábrežie, Trolejbusová, Vŕbová, Prúdová, Plťová, Úzka, Člnková, Korýtková, Brodná en Hornádska.

### Openbaar vervoer

#### Autobussen
Het centrum van de wijk wordt slechts door een enkele autobuslijn bediend die ter plaatse haar eindpunt heeft.
De belangrijkste assen van het stedelijk openbaar vervoer liggen:
- aan de noordelijke wijkgrens, in de Hlinková-straat (twee trolleybuslijnen en verscheidene buslijnen),
- aan de oostelijke wijkgrens, in de Prešovská cesta (vertaald: Steenweg op Prešov). Ook hier treft men verscheidene autobuslijnen aan, die uitgebaat worden door de Dopravný podnik mesta Košice.

#### Treinen
Het grondgebied van Džungľa wordt door de spoorweg slechts over een lengte van 400 meter doorkruist. Door de aanwezigheid van de sporen (lijn 180: Košice - Ťahanovce) is er van het noordoostelijk deel van Džungľa geen rechtstreekse toegang tot de rest van de wijk (en vice-versa), zonder passage over het grondgebied van een andere wijk. 
Voor het vervoer per trein zijn de bewoners aangewezen op het vlakbij gelegen station van Košice (afstand: minder dan 3 kilometer).

## Demographie

### Bevolking
Er is sedert 1991 (jaar van de eerste gepubliceerde volkstelling) een bestendige toename van de het aantal inwoners. De bevolking is van 331personen in 1991 aangegroeid tot 721 op 31 december 2019.

### Religie
In de wijk is er geen religieus gebouw ter beschikking van de inwoners.
De volkstelling van 2001 toonde de volgende verhoudingen:
- rooms-katholiek: 62,25 %
- grieks-katholiek: 11,70 %
- evangelisch: 3,97 %
- orthodox: 2,21 %
- zonder religie: 9,71 %
- onbepaald: 6,84 %.